# Amel Zen
Amel Zen (née Amel Abeddouzen le 28 mai 1985 à Tipaza) est une compositrice, parolière et chanteuse algérienne d'origine berbère d'ethno-pop et de rock. Elle s'est fait connaitre par sa participation à l'émission de recherche de nouveaux talents Alhane wa Chabab en 2007.

## Biographie
Née dans une famille chenouie à Tipaza, elle parle tamazight, arabe, français et anglais. Elle fait des études d'architecture à l'École polytechnique d'architecture et d'urbanisme d'Alger.
Elle commence à jouer de la musique à l'âge de 10 ans quand elle rejoint le Kaissaria de Cherchell (Association d'arabe classique et de musique andalouse). En 2002, à l'âge de 17 ans, Amel intègre l'Orchestre régional d'Alger et l'Orchestre national d'Algérie.
En 2007, Amel participe à la première édition de Alhane wa Chabab (version algérienne de The Voice). Le public l'emmène en quart de finale.
Elle sort un premier album en 2013 et remporte les prix de « Meilleur espoir » et de « Révélation féminine »,. Elle sort également en 2015 de nouveaux vidéoclips, dont Al Warda, et Tlata, reprise de l'ancienne composition du répertoire classique malhoun Tlata Zahwa W Mraha.
Lors de la Fête de la musique le 21 juin 2017, Amel Zen chante avec d'autres artistes algériens au Théâtre de verdure Laadi-Flici d'Alger.
En 2019, durant le Hirak, un mouvement de protestation pacifique du peuple algérien contre la cinquième mandature de Abdelaziz Bouteflika et pour le changement du système, Amel Zen s'engage aux côtés d'autres chanteurs d'origine algérienne comme Chibane pour soutenir le peuple algérien dans son effort de changement. Elle participe notamment à l'écriture de la chanson Youm Echaâb (jour du peuple) plus connue sous le nom Libérez l'Algérie, elle participe également à la réalisation du clip musical avec ce groupe d'artistes, et à des spectacles en amphithéâtre universitaire.